# Tirreno-Adriatico 2024
De Tirreno-Adriatico 2024 was de 59e editie van deze Italiaanse etappekoers. De wedstrijd maakte deel uit van de UCI World Tour 2024. Titelhouder was de Sloveen Primož Roglič. Dit jaar werd de koers gewonnen door de Deen Jonas Vingegaard van Team Visma|Lease a Bike, nadat hij ook twee etappes wist te winnen.

## Deelnemende ploegen
Er deden vijfentwintig ploegen mee, waarvan achttien UCI World Tour-ploegen en zeven ProContinentale teams. Elke ploeg had zeven renners. Het peloton bestond dus uit 175 renners.

## Etappe-overzicht
| Etappe | Datum    | Start - Finish                                      | Afstand | Type                | Winnaar          | Klassementsleider |
| ------ | -------- | --------------------------------------------------- | ------- | ------------------- | ---------------- | ----------------- |
| 1e     | 4 maart  | Lido di Camaiore – Lido di Camaiore                 | 10 km   | Individuele tijdrit | Juan Ayuso       | Juan Ayuso        |
| 2e     | 5 maart  | Camaiore – Follonica                                | 199 km  | Vlakke rit          | Jasper Philipsen | Juan Ayuso        |
| 3e     | 6 maart  | Volterra - Gualdo Tadino                            | 225 km  | Heuvelrit           | Phil Bauhaus     | Juan Ayuso        |
| 4e     | 7 maart  | Arrone – Giulianova                                 | 207 km  | Heuvelrit           | Jonathan Milan   | Jonathan Milan    |
| 5e     | 8 maart  | Torricella Sicura – Valle Castellana                | 144 km  | Bergrit             | Jonas Vingegaard | Jonas Vingegaard  |
| 6e     | 9 maart  | Sassoferrato – Cagli (Monte Petrano)                | 180 km  | Bergrit             | Jonas Vingegaard | Jonas Vingegaard  |
| 7e     | 10 maart | San Benedetto del Tronto – San Benedetto del Tronto | 154 km  | Vlakke rit          | Jonathan Milan   | Jonas Vingegaard  |

## Klassementsverloop
| Etappe      | Winnaar          | Algemeen klassement · | Puntenklassement · | Bergklassement · | Jongerenklassement · | Ploegenklassement · |
| ----------- | ---------------- | --------------------- | ------------------ | ---------------- | -------------------- | ------------------- |
| 1           | Juan Ayuso       | Juan Ayuso            | Juan Ayuso         | niet uitgereikt  | Juan Ayuso           | UAE Team Emirates   |
| 2           | Jasper Philipsen | Juan Ayuso            | Juan Ayuso         | Davide Bais      | Juan Ayuso           | UAE Team Emirates   |
| 3           | Phil Bauhaus     | Juan Ayuso            | Jonathan Milan     | Richard Carapaz  | Juan Ayuso           | UAE Team Emirates   |
| 4           | Jonathan Milan   | Jonathan Milan        | Jonathan Milan     | Davide Bais      | Jonathan Milan       | UAE Team Emirates   |
| 5           | Jonas Vingegaard | Jonas Vingegaard      | Jonathan Milan     | Jonas Vingegaard | Juan Ayuso           | UAE Team Emirates   |
| 6           | Jonas Vingegaard | Jonas Vingegaard      | Juan Ayuso         | Jonas Vingegaard | Juan Ayuso           | UAE Team Emirates   |
| 7           | Jonathan Milan   | Jonas Vingegaard      | Jonathan Milan     | Jonas Vingegaard | Juan Ayuso           | UAE Team Emirates   |
| Eindstanden | Eindstanden      | Jonas Vingegaard      | Jonathan Milan     | Jonas Vingegaard | Juan Ayuso           | UAE Team Emirates   |

1966 · 1967 · 1968 · 1969 · 1970 · 1971 · 1972 · 1973 · 1974 · 1975 · 1976 · 1977 · 1978 · 1979 · 1980 · 1981 · 1982 · 1983 · 1984 · 1985 · 1986 · 1987 · 1988 · 1989 · 1990 · 1991 · 1992 · 1993 · 1994 · 1995 · 1996 · 1997 · 1998 · 1999 · 2000 · 2001 · 2002 · 2003 · 2004 · 2005 · 2006 · 2007 · 2008 · 2009 · 2010 · 2011 · 2012 · 2013 · 2014 · 2015 · 2016 · 2017 · 2018 · 2019 · 2020 · 2021 · 2022 · 2023 · 2024· 2025
Tour Down Under ·
Great Ocean Road Race ·
Ronde van de Verenigde Arabische Emiraten ·
Omloop Het Nieuwsblad ·
Strade Bianche ·
Parijs-Nice · 
Tirreno-Adriatico · 
Milaan-San Remo ·
Ronde van Catalonië ·
Classic Brugge-De Panne ·
E3 Saxo Classic ·
Gent-Wevelgem ·
Dwars door Vlaanderen ·
Ronde van Vlaanderen ·
Ronde van het Baskenland ·
Parijs-Roubaix ·
Amstel Gold Race ·
Waalse Pijl ·
Luik-Bastenaken-Luik ·
Ronde van Romandië ·
Eschborn-Frankfurt ·
Ronde van Italië ·
Critérium du Dauphiné ·
Ronde van Zwitserland ·
Ronde van Frankrijk ·
Clásica San Sebastián ·
Ronde van Polen ·
Bretagne Classic ·
BEMER Cyclassics ·
Renewi Tour ·
Ronde van Spanje ·
GP van Quebec ·
GP van Montreal ·
Ronde van Lombardije ·
Ronde van Guangxi